# Trote (equitación)
En el caso de ciertos cuadrúpedos, el trote es un aire saltado, simétrico, en dos tiempos iguales. Esta marcha corresponde a alrededor de 14 kilómetros por hora en el caso de un caballo montado.

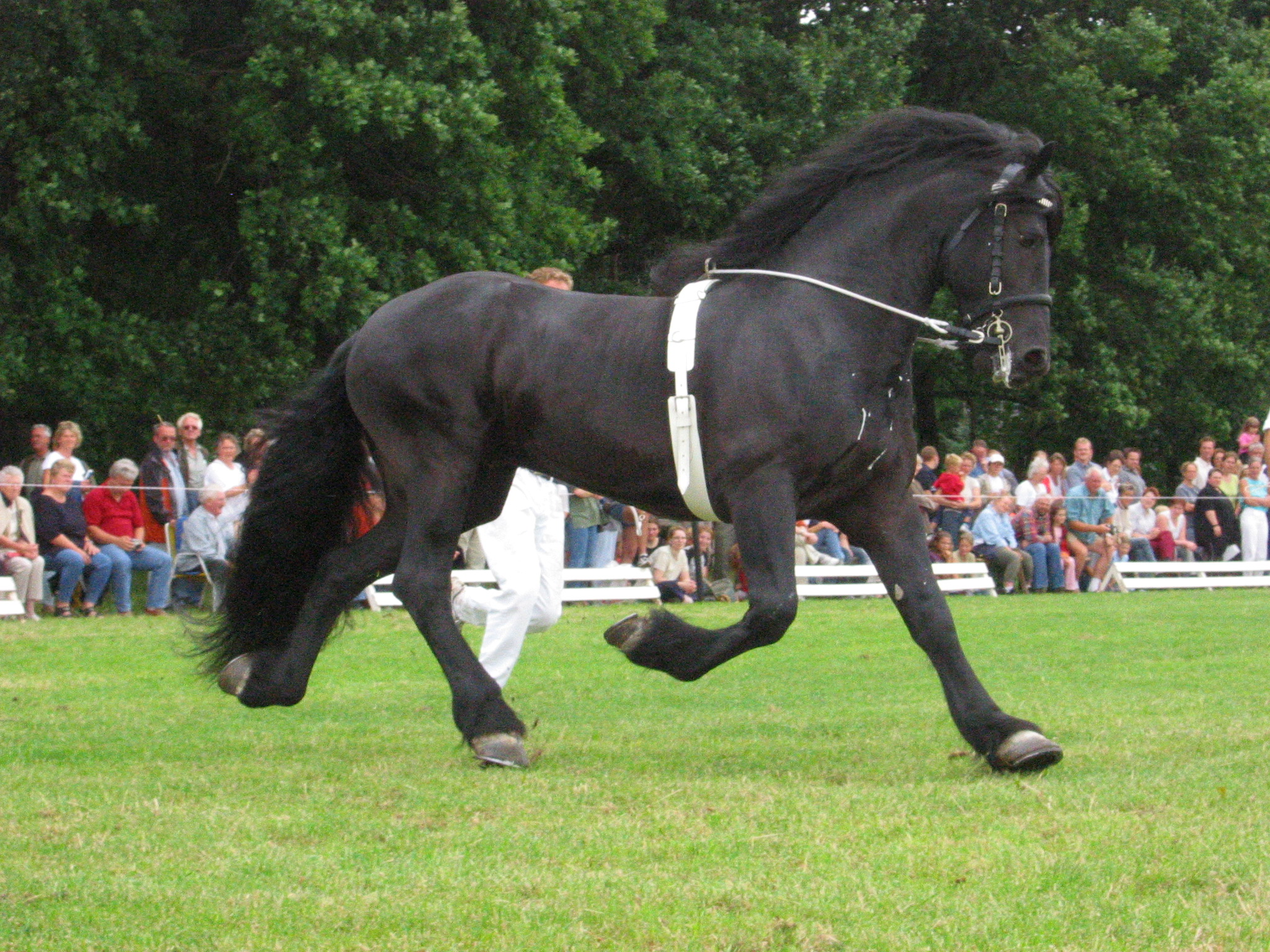
Trote de un equino.

## El mecanismo del trote
El trote es un aire a dos tiempos :

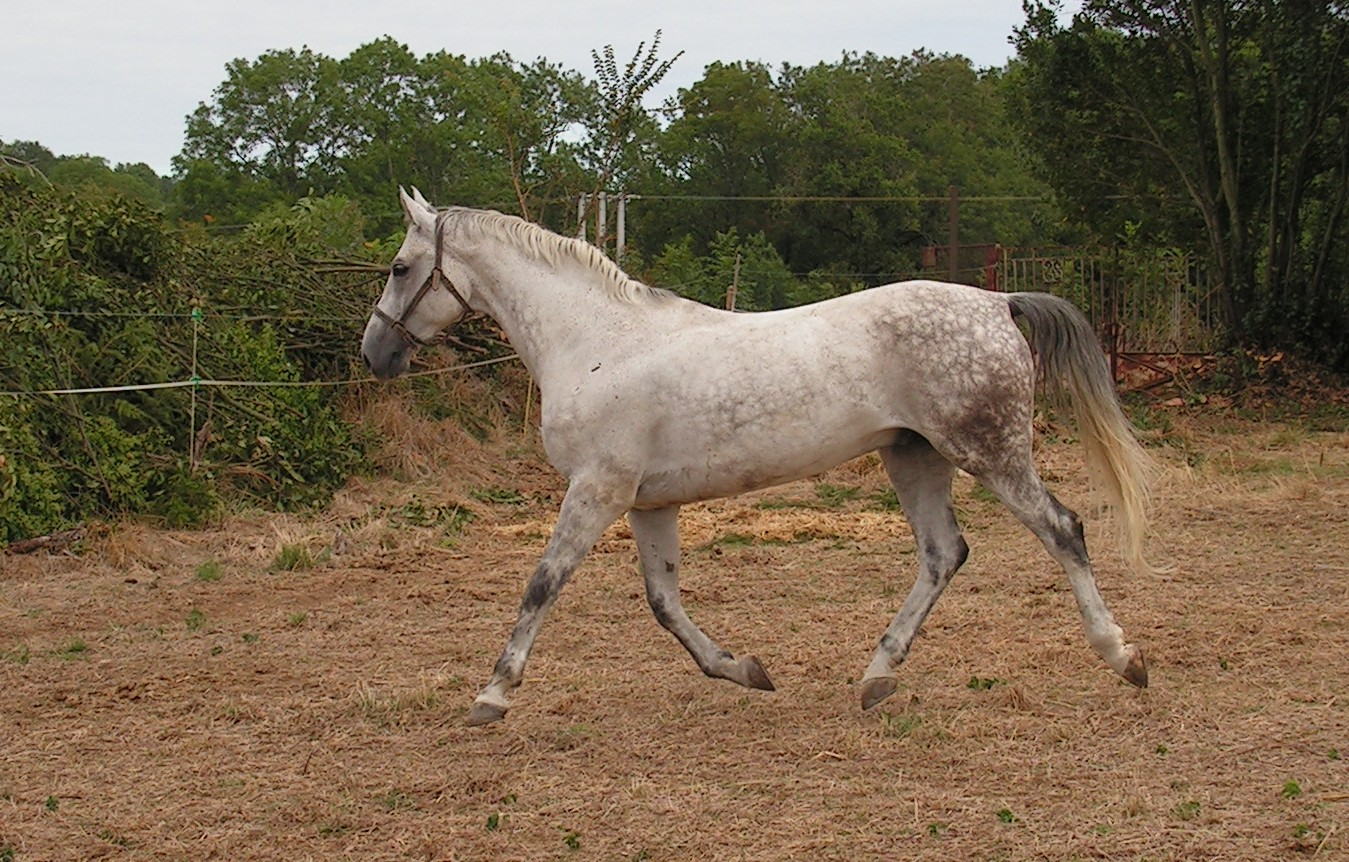
Etapa del trote : ninguna pata toca el suelo.

- El primer tiempo corresponde una postura bípeda diagonal (por ejemplo anterior derecha y posterior izquierda en el aire) más un momento de proyección o impulsión.
- El segundo tiempo corresponde a la otra postura bípeda diagonal (anterior izquierda y posterior derecha levantadas) más un momento de proyección o impulsión.

En el caso de ciertos caballos, la proyección es tan potente que por unos instantes el animal tiene sus cuatro patas sin tocar el suelo. Una fuerte suspensión en el trote es buscada en la doma clásica.

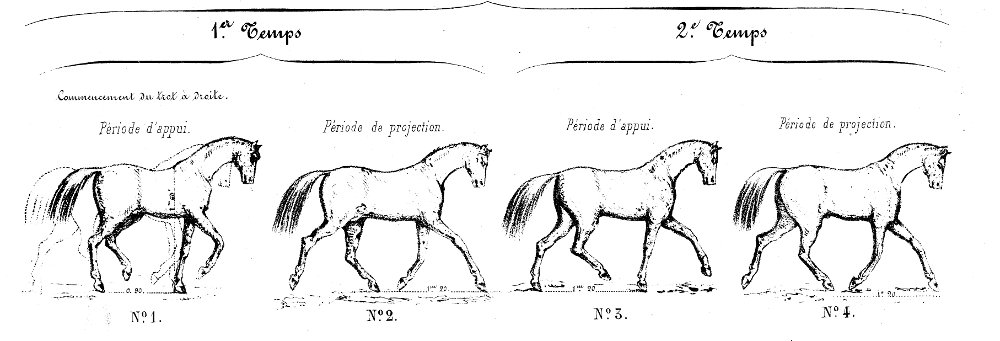
Mecanismo del trote (Atlas del método de la alta escuela de Raabe)

## Laequitaciónen el trote

Trote sentado de un equino (animación).

### El trote sentado
En esta marcha, el jinete queda todo el tiempo sentado en su silla. En este caso, el cuerpo del jinete sigue los movimientos del animal con gran naturalidad. Esta manera de trotar es preferida en el caso de la doma clásica, ya que ello permite una más adecuada relación con la montura y con las piernas, las que oprimen el cuerpo del caballo accionando más eficazmente.

### El trote alzado
En el trote alzado, el jinete se levanta tomando apoyo en los estribos un tiempo sobre dos. Esta manera de trotar es utilizada por la mayoría de los jinetes ya que la acción es menos fatigante sobre el lomo del animal.

#### Cambio de diagonal
Cuando el jinete se sienta un tiempo sobre dos durante el trote, sobrecarga siempre el mismo par bípedo del animal. Con la finalidad de equilibrar esta carga y desarrollar una musculatura armoniosa, es muy recomendable cambiar regularmente de diagonal durante el trote alzado, y para ello, el jinete puede sentarse dos tiempos seguidos, o puede pararse en los estribos dos tiempos seguidos.
No obstante, un jinete confirmado, según su experiencia y sobre la base de sus sensaciones bien trabajadas, podría sentir una diferencia de marcha de su caballo según que el mismo trote sobre una de las diagonales o sobre la otra. Y es que muchos caballos no tienen marchas completamente regulares, bien sea por causa de alguna lesión o de un dolor que afecta una parte de su cuerpo, bien sea por un desarrollo desequilibrado de su musculatura, etc. Cuando esto pase, y para evitar molestias ligeras, cansancio, y/o incluso principios de artrosis, convendría trotar más tiempo sobre la diagonal más fuerte, ya que así se lograría no agravar los inconvenientes recién reseñados.
De una manera general, y gracias a su fina percepción de la locomoción equina, un jinete confirmado siempre deberá buscar la posición con menos inconvenientes posibles para el animal.

#### Trote en la «buena diagonal»
En todas las escuelas de equitación, se enseña a trotar sobre la buena diagonal :
- En Francia y también en otros países, se considera que para estar sobre la buena diagonal conviene trotar sobre la diagonal exterior, es decir, la determinada por la delantera (anterior) situada del lado del muro y la trasera (posterior) interior. De esta manera, el jinete está levantado cuando la delantera exterior y la posterior interior no tocan el suelo. Correspondientemente, esto pasa cuando la delantera interior y la trasera exterior están en el aire con el jinete sentado. Este método tiene la ventaja de reequilibrar el caballo en las curvas.

- En Alemania, la tendencia es a trotar sobre la diagonal interior. Y este método por su parte tiene la ventaja de permitir una acción de pierna interior más eficaz, cuando la posterior interior está apoyada, lo que favorece la inclinación del caballo.

Se insiste, cuando se trota elevado, es importante de cambiar regularmente de diagonal, para que el caballo no desarrolle una musculatura desequilibrada, evitando así fatigar más una diagonal que la otra.
y un tranco de galope consiste en 4 metros la de rote 2 y la de Paso 1

### El trote en equilibrio
En el trote en equilibrio, el jinete está constantemente apoyado sobre los estribos, y con sus nalgas sin tocar la silla de montar. Esta posición es cada vez más empleada en las carreras del llamado trote montado, ya que ello libera la espalda del animal, de forma que este puede así mejor alargar sus pisadas para ganar velocidad.

### El trote árabe
En esta marcha de equitación, el jinete se encuentra parado sobre los estribos, con el cuerpo derecho (vertical).
Observación :Una variante del trote árabe puede ser utilizada como ejercicio en el caso del salto de obstáculos. El jinete, antes de pasar un obstáculo, se levanta sobre sus puntas de pies apoyándose en los estribos, con el cuerpo muy derecho. Y después de algunas pisadas de trote en esta posición, se sienta de nuevo en la silla de montar haciendo funcionar todas las articulaciones de las piernas, y particularmente las de los tobillos.
A diferencia del trote árabe, el trote canadiense conlleva un tiempo sentado y dos tiempos parado. Este aire es muy practicado en Canadá (especialmente en el caso de largas distancias), y presenta la ventaja de no fatigar una sola diagonal, ya que se trota alternativamente sobre una y otra.

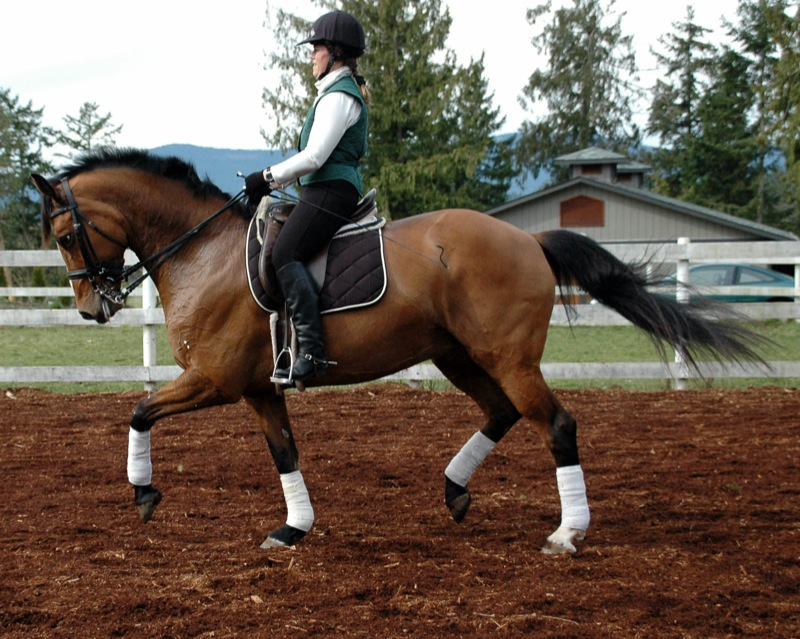
Karen Brain y su caballo Odette trabajando el trote en los Juegos Paralímpicos.